# Нерсесянц, Владик Сумбатович
Вла́дик Сумба́тович Нерсеся́нц (2 октября 1938, Степанакерт, Нагорно-Карабахская автономная область Азербайджанской ССР — 21 июля 2005) — советский и российский учёный-правовед, специалист в области философии права, истории политических и правовых учений, автор фундаментальных трудов по теории права и государства, разработчик оригинальных философско-правовых концепций: либертарно-юридической теории права и государства и концепции цивилизма. Доктор юридических наук (1975), профессор, академик РАН (2000).
Являлся председателем российской секции Международной ассоциации социальной и правовой философии, членом редколлегии серии «Философское наследие». Соавтор Новой философской энциклопедии (статьи «Право», «Философия права»).

## Биография
Владик Сумбатович Нерсесянц родился в армянской семье. Отец, Сумбат Меликсетович Нерсесян, был арестован в 1941 году и умер в 1942 году (предположительно, расстрелян). Посмертно реабилитирован. Брат — кандидат технических наук, научный сотрудник Российской академии правосудия Вазген Нерсесян (род. 1928).
В 1961 году окончил юридический факультет МГУ им. М. В. Ломоносова, а в 1965 году защитил там же кандидатскую диссертацию «Марксова критика гегелевской философии права в период перехода К. Маркса к материализму и коммунизму». В 1975 году в Институте государства и права АН СССР В. С. Нерсесянцем была защищена докторская диссертация «Политико-правовая теория Гегеля и её интерпретация».
В 1970—1980 годах В. С. Нерсесянц — старший научный сотрудник Института государства и права АН СССР, в 1980—2005 годах — заведующий сектором истории государства, права и политических учений. С 1992 года руководил Центром теории и истории права и государства ИГП РАН. Несмотря на занимаемые должности в ведущем обществоведческом институте СССР, В. С. Нерсесянц принципиально не вступал в КПСС.
Увлекался математикой, игрой в шахматы и писал стихи.
Был женат на В. В. Лапаевой (род. 1952) — специалисте по теории права и философии права. Дочь, Анна Владиковна Нерсесянц (род. 1990) — кандидат юридических наук.

## Научное творчество
Научное творчество Владика Сумбатовича было посвящено теоретическим проблемам развития общества, права и государства, месту индивида в обществе и его взаимоотношениям с властью. Им разработана либертарно-юридическая теория права и государства и основанная на ней концепция цивилизма как постсоциалистического общественного строя.
Он автор около 400 научных работ, включая 16 индивидуальных монографий и учебников, научный руководитель и консультант кандидатских и докторских диссертаций. В. С. Нерсесянц воспитал учеников, его идеи имеют последователей.
В память о В. С. Нерсесянце ежегодно проводятся «Философско-правовые чтения памяти В. С. Нерсесянца» в Институте государства и права РАН и в Высшей школе экономики.
Различные мнения о творчестве В. С. Нерсесянца:
Мне действительно очень приятно, что современные аспиранты ссылаются в своих рассуждениях на таких великих ученых, как Владик Сумбатович Нерсесянц. Я считаю, что он входит в число самых великих российских философов права. Трудно сравнить его с кем-то и трудно найти ему равных и в нашем, и в прошлом веке, при том, что XX век был богат на выдающихся ученых-правоведов. Борис Чичерин, Александр Градовский, Николай Коркунов, Павел Новгородцев, Сергей Муромцев… Это имена не только российского, европейского уровня – это ученые уровня общеевропейского и мирового.Зорькин В. Д.
Учёный, на протяжении многих лет отстаивавший идею прав человека, посвятил свою жизнь исполнению долга — перед своим талантом, перед своими коллегами, перед своей страной, в прошлом социалистической, ныне — «неофеодальной», но долженствующей в будущем стать, по замыслу ученого, «цивилитарной». Для нескольких поколений российских правоведов академик В. С. Нерсесянц являлся примером творческой свободы, вне которой не бывает настоящей науки.Луковская Д. И., Поляков А. В., Тимошина Е. В.
Масштабность и целостность обсуждения философско-правовых вопросов характеризуют автора либертарной концепции как самого универсального по социально-историческому кругозору и исходным методологическим позициям отечественного правоведа, творчество которого приходится на период перехода от советского права и государства к либерально-демократическому правовому государству...Графский В. Г.
Эксплуатируя порочный круг, заложенный в миф о собственности, эти философы иногда поневоле доходят до абсурда. Тот же В. С. Нерсесянц пишет: «Создаваться и утверждаться социалистическая собственность может лишь внеэкономическими и внеправовыми средствами - экспроприацией, национализацией, конфискацией, общеобязательным планом, принудительным режимом труда и т.д.». Речь явно идет о советском строе. Здесь для прикрытия - тот же обман, ибо всегда можно сказать, что народное хозяйство - не экономика, что СССР не был правовым государством, а значит и все, что делалось в СССР, было внеэкономическим и внеправовым. Для прикрытия же служит шокирующее тоталитарное утверждение: философ отрицает всякую возможность создать социалистическую собственность экономическими и правовыми способами. Но кроме «обмана прикрытия» здесь большой обман по существу. 
...
В. С. Нерсесянц искажает реальность, делая упор на национализацию 1917 г. Он прекрасно знает, что 9/10 социалистической собственности в СССР было создано хозяйственной деятельностью в послереволюционный период. На каком основании считает философ внеправовыми и внеэкономическими явлениями, например, строительство ВАЗа, Братской ГЭС или московского метро? Самые благожелательные попытки додумать аргументы за В. С. Нерсесянца к успеху не приводят.С. Г. Кара-Мурза

## Основные работы
В. С. Нерсесянц — автор около 400 научных публикаций, включая 16 индивидуальных монографий и учебников.
Книги
- Гегелевская философия права: история и современность. — М., 1974;
- Сократ. — М., 1977 (в сер. «Научные биографии»);
- Гегель: политические произведения. — М., 1978;
- Политические учения Древней Греции. — М., 1979;
- Гегель. — М., 1979 (в составе коллективной монографии);
- Личность и государство в политико-правовой мысли. — М., 1980;
- Право и закон. — М, 1983
- История буржуазного конституционализма В 2 т., — М., 1983, 1986 (соавтор и отв.ред.)
- Платон. — М., 1984;
- Социальные отклонения: Введение в общую теорию. — М.: Юридическая литература, 1984. — 320 с. (В соавт. с В. Н. Кудрявцевым и Ю. В. Кудрявцевым)
- История политических и правовых учений. В 5 т., 1985—1995 (соавтор и отв. ред.);
- Право в системе социальной регуляции. — М., 1986;
- Наш путь к праву. От социализма к цивилизму. — М., 1992;
- История идей правовой государственности. — М., 1993;
- Право — математика свободы. — М., 1996;
- Философия права. — М., 1997
- История политических и правовых учений. — М., 1997. (соавтор и отв. ред).
- Юриспруденция. — М., 1998;
- Философия права Гегеля. — М., 1998;
- Общая теория права и государства. — М., 1999;
- Проблемы общей теории права и государства. — М., 1999. (соавтор и отв. ред.);
- Политико-правовые ценности: история и современность — М., 2000. (соавтор и отв. ред.);
- Национальная идея России во всемирно-историческом прогрессе равенства, свободы и справедливости. Манифест о цивилизме. — М., 2001. — 64 с.
- Юриспруденция. Введение в курс общей теории права и государства. М., 2002.
- История политических и правовых учений. — М., 2005.
- Философия права. 2-е издание — М., 2006.

Статьи и главы в коллективных изданиях
- Нерсесянц В. С. Выступление на Круглом столе журнала «Советское государство и право» — «О понимании советского права» // Советское государство и право. 1979 № 7. С. 70-72
- Нерсесянц В. С. Право: многообразие определений и единство понятия // Советское государство и право. 1983. № 10. С. 26-35.
- Нерсесянц В. С. Философия права: либертарно-юридическая концепция Архивировано 3 февраля 2012 года. // Вопросы философии, 2002, N 3, с. 3-15
- Нерсесянц В. С. Гражданская концепция общественного договора об основах постсоциалистического строя // Социологические исследования. — 2001. — № 2. — С. 24-34;
- Нерсесянц В. С. Право и культура: предмет и проблемы юридической аксиологии Архивная копия от 23 марта 2009 на Wayback Machine // в монограф.: Право и культура. / Под ред. Н. С. Соколовой — М., Ун-т Дружбы народов. 2002
- Нерсесянц В. С. Процессы универсализации права и государства в глобализирующемся мире // Государство и право. 2005 № 5.
- Нерсесянц В. С. Правовая политика Российской Федерации: основные направления и задачи Архивная копия от 22 ноября 2010 на Wayback Machine/ в кн.: «Правовая политика и пути совершенствования правотворческой деятельности в Российской Федерации». Отв. ред. — Н. С. Соколова. М., — 2006

Сборники стихов
- Нерсесянц В. С. На перекрестках безвременья. Стихи разных лет. — М., 1990. — 112 с.
- Нерсесянц В. С. Настроения. стихи разных лет. М., 1996. — 110 с.
- Нерсесянц В. С. Творемы. Стихи разных лет. — М., 2001. — 160 с.